# Jacques Gravier
Pour les articles homonymes, voir Gravier.
Jacques Gravier (Moulins 17 mai 1651 - 17 avril 1708), est un missionnaire jésuite dans le Nouveau Monde. 

## Biographie
Il rejoint la Compagnie de Jésus en 1670. Il étudie la théologie au collège Louis-le-Grand à Paris.
Il fut envoyé de France pour une mission évangélique auprès des tribus amérindiennes de la région de l'Illinois. Il arriva au Canada en 1685. Il travailla d'abord à la mission de Saint-Ignace à Mackinac en 1687. Il partit en 1688 vers la vallée de l'Illinois pour aider Claude Jean Allouez auprès des Amérindiens de cette région. 
Il succéda au père Marquette qui était à l'origine de la fondation de la mission jésuite de l'Illinois. 
En 1696, il fut nommé Supérieur de la mission jésuite pour Ottawa, l'Illinois,  Miami, et d'autres lieux. 
L'évêque Jean-Baptiste de La Croix de Chevrières de Saint-Vallier, évêque de Québec, le nomma vicaire général de ces missions.
Il fit deux voyages à Nouvelle-Orléans (en 1700 et en 1706).
Jacques Gravier passa le reste de sa vie avec dans l'Illinois, en apprenant la langue des Amérindiens, en mettant leur langue sous la forme écrite et en y préparant une grammaire.
En 1706 un Amérindien le blessa d'une flèche dans le bras. La pointe de la flèche ne put jamais être extraite, ni même par les chirurgiens à Paris où il se rendit. 
En 1708 Jacques Gravier revint en Louisiane française, où il meurt de sa blessure la même année.